# Montgomery (Vermont)
Montgomery – miasto w Stanach Zjednoczonych, w stanie Vermont, w hrabstwie Franklin.